# دونا سميث
دونا سميث (بالإنجليزية: Donna Smith)‏ (17 يناير 1967 بإنجلترا في المملكة المتحدة - ) هي لاعبة كرة قدم بريطانية في مركز الدفاع. شاركت مع منتخب إنجلترا لكرة القدم للسيدات. أما مع النوادي، فقد لعبت مع Charlton Athletic W.F.C. ‏ وBrighton & Hove Albion W.F.C. ‏.

## وصلات خارجية
- دونا سميث على موقع الاتحاد الدولي (مؤرشف)  (الإنجليزية)